# 奥斯特罗厄
奥斯特罗厄是德国石勒苏益格－荷尔斯泰因州的一个市镇。总面积6.67平方公里，总人口940人，其中男性459人，女性481人（2011年12月31日），人口密度141人/平方公里。